# Crómlech de Amantes 2
El crómlech de Amantes 2 es un grupo de diez menhires, ubicado en el municipio de Vila do Bispo, en la región del Algarve, en Portugal.

## Descripción e historia
El monumento se encuentra en lo alto de una colina, a unos 72 m de altitud, en las cercanías de la Ribeira da Zorreira, a 250 m del monte dos Amantes, hacia el sureste, y a unos 1,8 km de la cabecera municipal. Consiste en una agrupación de diez menhires en piedra caliza blanca, probablemente tallados en el período neocálcolítico y organizados aproximadamente en forma de elipse, en dirección noreste a suroeste, con el eje más corto de aproximadamente 42 metros. Los menhires tienen formas elípticas y subcilíndricas, y tenían entre 0,7 y 3 m de altura.
Forma parte de un conjunto de monumentos megalíticos situados en las cercanías, conocido como «conjunto de menhires de Vila do Bispo», que también incluye los ejemplares de Amantes 1, Pedra Escorregadia, Casa do Francês y Cerro do Camacho.
El 6 de diciembre de 1979 el Servicio Regional de Arqueología de la Zona Sur lanzó una propuesta para la clasificación del conjunto de menhires y el 6 de junio de 1983 la Comisión Nacional Provisional de Arqueología emitió un dictamen defendiendo su clasificación como Bien de Interés Público. La orden de homologación fue publicada el 6 de julio de 1983 por la Secretaría de Estado de Cultura. Sin embargo, el proceso quedó en suspenso hasta septiembre de 2010, cuando la directora regional de cultura del Algarve, Dália Paulo, anunció que tenía la intención de completar el proceso de clasificación de diecisiete inmuebles en la región antes de fin de año, que ya habían sido homologados como de Interés Público o Nacional, pero aún faltaba el dictamen final del Instituto para la Gestión del Patrimonio Arquitectónico y Arqueológico, y su publicación en el Diario da República. Entre los diversos monumentos que quedarían cubiertos por esta medida se encuentran los cromlechs de Amantes 1 y 2. Esta decisión fue apoyada por el alcalde de Vila do Bispo, Adelino Soares, quien consideró que desarrollaría «el valor megalítico del concejo», habiendo informado también que en ese momento otros grupos de menhires estaban siendo inventariados por los servicios municipales y por la Dirección Regional de Cultura, y que en un futuro se podría organizar una ruta megalítica, si se mejoraran los accesos.